# U-847
U-847 — большая океанская немецкая подводная лодка типа IXD2 времён Второй мировой войны. Заказ на постройку субмарины был отдан 20 января 1941 года. Лодка была заложена 23 ноября 1941 года на верфи компании АГ Везер в Бремене под строительным номером 1053, спущена на воду 5 сентября 1942 года, вошла в строй 23 января 1943 года под командованием капитан-лейтенанта Фридриха Гугенбергера.

## Командиры лодки
- 23 января 1943 года — 1 февраля 1943 года капитан-лейтенант Фридрих Гугенбергер
- 26 января 1943 года корветтен-капитан Вильгельм Ролльман (лодка в транзите)
- 1 февраля 1943 года — 30 июня 1943 года капитан-лейтенант Юст Метцлер
- 1 июля 1943 года — 27 августа 1943 года капитан-лейтенант Герберт Куппиш

## Флотилии
- 23 января 1943 года — 30 июня 1943 года 4-я флотилия (учебная)
- 1 июля 1943 года — 27 августа 1943 года 12-я флотилия

## Боевая служба
Лодка совершила один боевой поход, успехов не достигла.
Потоплена 27 августа 1943 года в Саргассовом море, в районе с координатами 28°19′ с. ш. 37°58′ з. д., торпедами (Fido) с американских самолётов типов «Эвенджер» и «Уайлдкет» из авиагруппы эскортного авианосца USS Card (CVE-11). Все 62 члена экипажа погибли.